# Historique du parcours européen de l'Olympique de Marseille
 (février 2025).
Si vous disposez d'ouvrages ou d'articles de référence ou si vous connaissez des sites web de qualité traitant du thème abordé ici, merci de compléter l'article en donnant les références utiles à sa vérifiabilité et en les liant à la section « Notes et références ».
L'Olympique de Marseille est un club français de football basé à Marseille. Le club joue ses matchs à domicile au Stade Orange Vélodrome (dénommé « Stade Vélodrome » de 1937 à juin 2016) depuis 1937.
Depuis sa fondation en 1899, l'Olympique de Marseille a participé à dix-sept éditions de la Ligue des champions, qu'il a remportée en 1993 après avoir été finaliste en 1991. Les Marseillais ont aussi disputé trois éditions de la Coupe d'Europe des vainqueurs de coupe, seize de la Ligue Europa (avec trois finales en 1999, 2004 et 2018), une de la Ligue Europa Conférence et deux de la Coupe Intertoto (une victoire en 2005). L'OM a aussi disputé à trois reprises la Coupe des villes de foires, une compétition qui n'était pas sous l'égide de l'UEFA, ainsi que trois éditions de la Coupe Intertoto avant sa reprise par l’UEFA.
Le premier match européen de l'OM date de la saison 1962-1963 contre le club belge de l'Union Saint-Gilloise et le premier match sous l'égide de l'UEFA est un seizième de finale aller de la Coupe des coupes 1969-1970, contre un adversaire tchécoslovaque, le Dukla Prague.

## Historique
Dans les tableaux des matchs recensés figurent le numéro du match européen, le tour, le pays de l'adversaire, la confrontation et le score (équipe à domicile-équipe à l'extérieur).

### Débuts européens décevants (1962-1979)

#### Coupe des villes de foires 1962-1963
L'Olympique de Marseille fait ses débuts européens lors de la Coupe des villes de foires 1962-1963, sur invitation, alors que le club vient d'être promu en première division. Ils rencontrent pour le premier tour le club belge du Royale Union Saint-Gilloise et remportent le match aller sur le score de 1-0 grâce à un but d'Étienne Sansonetti. Malgré ce premier succès, l'OM est éliminé après une défaite 4-2 en Belgique.

#### Coupe des villes de foires 1968-1969
Six ans plus tard, les Marseillais reviennent sur la scène européenne en affrontant au premier tour de la Coupe des villes de foires 1968-1969 les Turcs du Goztepe Izmir. Les deux équipes s'étant neutralisés sur l'ensemble des deux matchs (0-2, 2-0), le qualifié est désigné à la pièce jetée ; l'OM est une nouvelle fois éliminé d'entrée de jeu.

#### Coupe d'Europe des vainqueurs de coupe 1969-1970
L'OM fait ses débuts en Coupe d'Europe des vainqueurs de coupe, grâce à sa victoire en Coupe de France de football 1968-1969. Pour la première fois, l'OM franchit un tour en éliminant le Dukla Prague après prolongation, avant d'être sorti par le Dinamo Zagreb.

#### Coupe des villes de foires 1970-1971
Les Marseillais participent à la Coupe des villes de foires 1970-1971 où le Spartak Trnava les sort dès le premier tour aux tirs au but. Il s'agit du premier match européen se terminant sur une séance de tirs au but.

#### Coupe des clubs champions européens 1971-1972
Les Marseillais sont champions de France 1971 et entament donc leur première participation à la plus prestigieuse des compétitions européennes, la Coupe des clubs champions européens (C1). Après avoir sorti les Polonais du Górnik Zabrze au premier tour, les Marseillais connaissent leur première grande confrontation au niveau européen en étant opposés à l'Ajax Amsterdam de Johan Cruijff. Après une défaite 2-1 au Stade Vélodrome (émaillé d'incidents), les Olympiens sont dépassés par les Hollandais à Amsterdam et perdent sur le score de 4-1. L'Ajax remportera sa deuxième Coupe d'Europe consécutive.

#### Coupe des clubs champions européens 1972-1973
L'OM est à nouveau champion de France en 1972 et affronte lors de cette nouvelle édition de la C1 le champion d'Italie, la Juventus FC au Stade de Gerland à Lyon, le Vélodrome étant suspendu à la suite d'incidents lors du match OM-Ajax. Joseph Bonnel donne la victoire aux Marseillais mais le match retour voit les bleus et blancs perdre sur le score de 3 buts à zéro.

#### Coupe UEFA 1973-1974
Marseille se qualifie pour la Coupe UEFA (qui succède à la Coupe des villes de foires) pour la saison 1973-1974. Après avoir étrillé l'Union Luxembourg sur un score cumulé de 12-1, les Marseillais sombrent à Cologne où ils sont défaits nettement sur le score de 6 buts à 0 (le match aller est gagné par Marseille sur le score de 2-0).

#### Coupe UEFA 1975-1976
L'OM est une nouvelle fois battu par un club allemand lors de la Coupe UEFA 1975-1976 en perdant tout espoir de qualification dès le premier tour aller, le FC Carl Zeiss Iéna s'imposant 3-0. Le match retour confirme la désillusion, les Marseillais perdant au Vélodrome 1-0.

#### Coupe d'Europe des vainqueurs de coupe 1976-1977
La saison suivante en Coupe des coupes est aussi médiocre pour les Phocéens, qui se font éliminer d'entrée par le Southampton FC avec une défaite 4-0 en Angleterre.

### De l'Ajax à Milan: l'OM de Tapie s'impose en Europe (1987-1994)

#### Coupe d'Europe des vainqueurs de coupe 1987-1988
Dix ans s'écoulent avant que les Marseillais ne reviennent sur la scène européenne, via la Coupe des coupes 1987-1988. Les Phocéens affrontent le club est-allemand du Lokomotive Leipzig, finaliste de l'édition précédente. Après un match nul et vierge en RDA, Klaus Allofs permet à l'OM de se qualifier pour le tour suivant grâce à son but inscrit à la huitième minute au match retour à Marseille. Le tour suivant voit l'Hajduk Split s'effondrer au Vélodrome par 4 à 0. Le retour est remporté sur tapis vert, après des jets de fumigènes des supporters yougoslaves à Split, alors que leur équipe menait pourtant 2-0. Marseille se qualifie donc pour les premiers quarts de finale européens de son histoire. Le RoPS Rovaniemi reçoit les Phocéens en Italie, à Lecce, le terrain des Finlandais étant gelé. Les Marseillais s'imposent 1 à 0 en Italie et 3 à 0 à domicile. Les demi-finales sont bien plus compliquées pour les Marseillais qui retrouvent l'Ajax Amsterdam. Marseille est balayé 3 à 0 au Vélodrome, et est éliminé aux portes de la finale malgré une victoire aux Pays-Bas sur le score de 2-1 grâce à un but de Klaus Allofs à la dernière seconde.

#### Coupe des clubs champions européens 1989-1990
L'OM remporte le championnat de France en 1989 pour la 5e fois et participe à la Coupe des clubs champions européens 1989-1990. Les Danois du Brøndby IF sont battus au match aller sur le score de 3-0, ce qui assure à Marseille un match retour plus aisé, qui se conclut sur un nul (1-1). Le deuxième tour face à l'AEK Athènes est du même acabit, Jean-Pierre Papin et les siens remportant le match aller 2-0 et assurant le nul 1-1 en Grèce. Le FK CSKA Sofia de Hristo Stoichkov est lui aussi éliminé par les Phocéens en quarts de finale, mais les Olympiens y perdent leur gardien de but Gaëtan Huard qui se fracture la jambe, qui est remplacé pour la demi-finale par un Jean Castaneda en fin de carrière, finaliste de la Coupe des clubs champions européens 1975-1976 avec l'AS Saint-Étienne. La demi-finale oppose les Marseillais au Benfica Lisbonne. Au match aller, l'OM prend un but dès la dixième minute. Franck Sauzée égalise dans la foulée avant que Papin inscrive un but avant la mi-temps. La seconde mi-temps est de haute volée, notamment avec un grand Enzo Francescoli, malgré aucun but marqué. Le match retour se déroule dans l'ambiance étouffante du stade de la Luz. Après 83 minutes sans but, l'Angolais Vata Matanu Garcia marque de la main pour Benfica sans que l'arbitre ne l'invalide. Ce geste resté dans la mémoire marseillaise sous le nom de la « main du diable » prive les Olympiens d'une finale face au Milan AC.

#### Coupe des clubs champions européens 1990-1991
L'OM remporte le championnat de France en 1990 pour la sixième fois et participe à la Coupe des clubs champions européens 1990-1991. Au premier tour, le club albanais du Dinamo Tirana est éliminé facilement grâce à une victoire à l'aller 5 à 1 (triplé de Jean-Pierre Papin). Lors du deuxième tour, Marseille connait un match aller difficile en Pologne contre le Lech Poznań en étant bousculé pendant une heure de jeu, la réduction du score de Chris Waddle permettant à l'OM de conserver ses chances malgré la défaite (3-2). Lors du match retour au Vélodrome, une équipe marseillaise motivée (entraînée par le Kaiser Franz Beckenbauer) ne laisse aucune chance au club polonais avec un score de 6-1 et un triplé de Philippe Vercruysse.
Le 1er janvier 1991, le Belge Raymond Goethals devient une première fois l'entraineur de l'Olympique de Marseille à la demande de Bernard Tapie en vue de faire décrocher au club la première Coupe d'Europe d'un club français.
Le quart de finale oppose les Marseillais au Milan AC de Frank Rijkaard et Ruud Gullit double tenant du titre mais privé de Marco van Basten son attaquant vedette. Lors du match aller à San Siro, une mésentente entre Bernard Casoni et Carlos Mozer profite à Ruud Gullit qui ouvre le score à la 15e minute malgré la sortie de Pascal Olmeta. Le trio magique (Papin, Pelé, Waddle) réplique une dizaine de minutes plus tard avec l'égalisation de Jean-Pierre Papin. Le Vélodrome accueille dans une ambiance exceptionnelle le Milan AC pour le match retour, l’atmosphère est tendue et électrique mais l’OM arrive à maintenir l’avantage acquis au bénéfice du but à l'extérieur jusqu’à la 75e minute où le trio magique fit chavirer le Vélodrome avec un but d’anthologie de Chris Waddle (dans un état second à la suite d'un coup reçu par Paolo Maldini) qui trompe Sebastiano Rossi d'une superbe reprise de volée a ras de terre. N’acceptant pas la réalité d’une élimination, les Milanais ont une réaction d’anti-jeu à la 88e minute et quittent le terrain à la suite de l'extinction accidentelle des projecteurs du stade. Le Milan AC perd finalement ce match sur tapis vert 3 à 0 et sera, à la suite de cet incident, exclu de toute compétition européenne la saison suivante. La demi-finale est une formalité pour un Olympique de Marseille au sommet de son art qui démontrera toute sa maîtrise face au Spartak Moscou avec deux victoires et un score cumulé de 5-2.
L'OM accède donc pour la première fois de son histoire à une finale de Coupe d'Europe des clubs champions face à l'Étoile rouge de Belgrade avec un statut de favori. Le match qui a lieu à Bari en Italie est cadenassé, l'OM domine mais ne marque pas car son attaque est facilement contrôlée par les Yougoslaves. Lors du temps réglementaire, on remarque la performance de Basile Boli et les deux occasions de Chris Waddle. Raymond Goethals fait rentrer trop tardivement Pixie (Dragan Stojković, l'ancienne star de l’Étoile rouge) en prolongation. La finale est finalement gagnée par les Yougoslaves aux tirs au but à la suite de l'échec de Manuel Amoros. Toute la déception de l'OM se retrouve dans les larmes de Basile Boli.

#### Coupe des clubs champions européens 1991-1992
L'OM remporte le championnat de France en 1991 pour la septième fois et participe à la Coupe des clubs champions européens 1991-1992. Il retrouve le club de l’Union Luxembourg au premier tour et leur inflige en match aller-retour deux sévères défaites avec un score cumulé de 10 à 0 marqué notamment par cinq buts de Jean-Pierre Papin. Marseille sera éliminé prématurément au second tour par les Tchèques du Sparta Prague : le match aller semble facile pendant une heure de jeu avec un score favorable de 3 à 0, JPP rate le penalty du 4-0 (but qui aurait pu qualifier le club) avant que deux penalties ne soient sifflés et marqués par les Tchèques à la suite de deux sorties risquées de Pascal Olmeta. Les Praguois font le nécessaire pour gagner (victoire 2-1) et se qualifier au match retour au bénéfice de leurs buts marqués à l'extérieur, la réduction du score d'Abedi Pelé en fin de match n'y changera rien. La fin de la saison 1991-1992 est marqué par le départ de JPP pour le Milan AC et le remplacement de Raymond Goethals par Jean Fernandez.

#### Ligue des champions de l'UEFA 1992-1993
L'OM remporte le championnat de France en 1992 pour la 8e fois et participe à la première Ligue des champions de l'UEFA 1992-1993. Au premier tour, le club irlandais du Glentoran Football Club est éliminé facilement grâce à une victoire en match aller-retour avec un score cumulé de 8 à 0. L'OM se qualifie lors du second tour face au club roumain du Dinamo Bucarest grâce à un doublé d'Alen Bokšić lors du match retour. Le club participe ainsi à sa première phase de groupe en compagnie du Glasgow Rangers, du FC Bruges et du CSKA Moscou dont seul sortira le premier du groupe qui disputera la finale de la Ligue des champions. Bernard Tapie profite de cette occasion pour rappeler le 16 novembre 1992 une seconde fois Raymond Goethals en espérant ainsi atteindre son objectif de toujours qui est de faire de l'Olympique de Marseille le premier club français à gagner la « Coupe aux grandes oreilles ». Le premier match a lieu en Écosse, Marseille marque deux buts par Bokšić et Völler et mène par 2 à 0 puis dans le dernier quart d’heure, les Écossais bousculent l’OM grâce à leur extraordinaire « fighting spirit » et réussissent par deux fois à marquer et à égaliser. Le deuxième match au Vélodrome contre le FC Bruges est une formalité avec une victoire 3 à 0 et un nouveau doublé d'Alen Bokšić. La double confrontation contre le CSKA Moscou donne un match nul à aller à Berlin et une écrasante victoire lors du match retour au Vélodrome ou l'OM soigne son goal-average avec un score de 6 à 0 et un triplé de Franck Sauzée. Lors du cinquième match Marseille sera de nouveau accroché par les Écossais avec un match nul 1 à 1, ce qui obligea l'OM à gagner son dernier match à Bruges grâce à un but d'Alen Bokšić pour se qualifier à la deuxième finale de coupe d’Europe de son histoire. Cette finale propose une nouvelle confrontation entre l'Olympique de Marseille et le Milan AC dans le stade Olympique de Munich le 26 mai 1993. Un but de Basile Boli en première mi-temps suffit à la victoire du club phocéen qui devient le premier club français sacré champion d'Europe.

#### Une saison 1993-1994 annulée après l'affaire VA-OM
L'affaire de corruption VA-OM qui éclate à la fin de la saison 1992-1993 a de grosses conséquences sur l'avenir européen du club phocéen, qui se voit exclu de toutes compétitions européennes par l'UEFA, une semaine avant son premier match de Ligue des champions.
L'OM devait jouer la Supercoupe de l'UEFA 1993 contre le Parme AC, la Coupe intercontinentale 1993 contre le São Paulo FC et les seizièmes de finale de la Ligue des champions 1993-1994 contre l'AEK Athènes.
L'AS Monaco, troisième de D1 1992-1993, remplace l'OM en Ligue des champions après le refus du Paris Saint-Germain, vice-champion de France, de prendre la place du club olympien. L'AC Milan, vice-champion d'Europe, prend la place des Marseillais en Supercoupe d'Europe et en Coupe intercontinentale.

#### Coupe UEFA 1994-1995
C'est un OM relégué en deuxième division administrativement en raison de l'affaire de corruption VA-OM, mais tout de même européen en raison de sa place de vice-champion de France, qui participe à la Coupe UEFA 1994-1995.
Après une victoire au Pirée par 2 buts à 1, l'OM bat les Grecs au Vélodrome sur le score de 3 buts à 0, dans un Vélodrome connaissant l'une de ses plus grosses ambiances. Le parcours s'arrête au tour suivant contre les Suisses du FC Sion.

### L'OM double finaliste de la Coupe UEFA (1998-2004)

#### Coupe UEFA 1998-1999
L'OM ayant terminé à la 4e place du championnat de France en 1997-98, signe son retour sur la scène européenne après 3 saisons d'absence. En 32e de finale, les Olympiens se voient proposer l'équipe tchèque du SK Sigma Olomouc, après un match nul 2-2 en terre tchèque, le retour n'est qu'une formalité avec une écrasante victoire 4-0. En 16e de finale, place aux allemands du Werder Brême, après un très bon nul 1-1 en Allemagne, l'OM souffrira jusqu'à la dernière minute de son match retour avec une victoire étriquée sur le score de 3-2. En 8e de finale, le sort offre une confrontation franco-française avec l'Association sportive de Monaco, c'est à ce jour la seule dans l'histoire européenne de l'OM. Le match aller en principauté se solde sur un 2-2, et l'OM s'imposera au retour 1-0 sur un but libérateur de Titi Camara. En 1/4 de finale, l'OM affronte les Espagnols du Celta de Vigo. Le match aller se dispute au Vélodrome et l'OM l'emporte 2-1 grâce notamment à un Florian Maurice en feu ce soir là, le match retour en Galice sera suffoquant mais l'OM arrachera le nul 0-0 qui le propulse en demi-finale. Après un club espagnol, l'OM se voit offrir un adversaire italien: le Bologne Football Club 1909 avec match aller au Vélodrome et retour en Italie. Dans un Vélodrome des très grands soirs, l'OM ne parvient toutefois pas à faire la différence et les deux équipes se quittent sur un 0-0. Le match retour rentrera dans la légende européenne du club phocéen, non pas par son contenu mais par son scénario à couper le souffle. Bologne mène 1-0 à 5 minutes de la fin (résultat qui le propulse en finale) quand l'arbitre accorde un penalty pour un accrochage du gardien sur Florian Maurice. Si à vitesse réelle la faute semble indiscutable, les ralentis montrent que l'attaquant olympien joue bien le coup. Le capitaine Laurent Blanc se charge de la sentence et après une première tentative donnée à retirer par l'arbitre, il transforme avec un grand sang-froid le pénalty de l'égalisation qui envoie l'OM en finale à Moscou. La fin du match est houleuse et une bagarre générale éclate entre joueurs et staffs des deux équipes au coup de sifflet final. On assiste à de véritables scènes de bagarre de rue dont un mémorable coup de pied kung-fu de Hamada Jambay qui n'était que remplaçant. Cette bagarre finale coutera cher à l'OM puisque plusieurs joueurs seront suspendus pour la finale dont Christophe Dugarry et Fabrizio Ravanelli. La finale se dispute au Stade Loujniki de Moscou le mercredi 12 mai 1999. L'adversaire est le club italien du Parme Football Club qui a notamment humilié Bordeaux en 1/4 de finale et qui comporte dans son effectif des stars comme Fabio Cannavaro, Hernán Crespo, Juan Sebastián Verón ou encore les Français Lilian Thuram et Alain Boghossian. L'OM dispute sa troisième finale européenne, la première en C3. Malheureusement il n'y aura pas de match, Parme ouvre le score à la 26e minute par Hernán Crespo qui profite d'une tête mal appuyée de Laurent Blanc vers son gardien Stéphane Porato. Parme assommera l'OM 10 minutes plus tard sur un but de Paolo Vanoli. 2-0 à la mi-temps et puis 3-0 à la 55e minute par Enrico Chiesa, la messe est dite et les Parmesans sortiront logiques vainqueurs de cette finale à sens unique. Les supporters olympiens vivront une désillusion encore plus cruelle quelques jours plus tard en voyant l'OM perdre sur le fil le championnat de France 1998-1999 au profit des Girondins de Bordeaux.

#### Ligue des champions de l'UEFA 1999-2000
Vice-champion de France 1998-1999, l'OM retrouve la Ligue des Champions, six ans après son sacre à Munich en 1993. À la suite de son excellent parcours la saison dernière en Coupe de l'UEFA, l'OM se retrouve dans le deuxième chapeau lors du tirage au sort et hérite d'un groupe D à sa portée avec les Anglais de Manchester United champions d'Europe en titre, les Croates du Croatia Zagreb et les Autrichiens du Sturm Graz. L'OM débute à merveille la compétition avec 2 victoires, la première au Vélodrome 2-0 contre le Sturm Graz et la seconde en Croatie sur le score de 1-2 contre le Croatia Zagreb avec notamment un superbe but de la victoire inscrit par Sébastien Pérez. Lors de la 3e journée, les olympiens se déplacent à Old Trafford pour affronter les diables rouges de Manchester United encore sur leur nuage de leur fabuleux triplé (C1-championnat-Cup) réalisé lors de la saison 98-99. Les Olympiens tout de noir vêtus réaliseront un grand match et ouvriront même le score par Ibrahima Bakayoko mais les Mancuniens renverseront la tendance et s'imposeront finalement 2-1.
Le 19 octobre 1999, c'est au tour des Marseillais de recevoir le champion d'Europe en titre, tout Marseille attend l'exploit et sait que seule la coupe d'Europe peut sublimer des joueurs qui pataugent en championnat. L'OM l'emportera 1-0 grâce à un but magnifique du pointu de son défenseur William Gallas à la 70e minute de jeu. Le lendemain le journal L'Équipe titrera judicieusement "Un OM de Gallas"" pour revenir sur un nouveau match de légende dans l'histoire européenne de l'OM. Malgré une défaite 3-2 en Autriche sur la pelouse du Sturm Graz, l'OM se verra qualifié pour la phase suivante dès cette 5e journée. Le dernier match contre le Croatia Zagreb au Vélodrome, comptant pour du beurre, se soldera sur un match nul 2-2. Les 16 équipes qualifiées sont réparties dans 4 nouveaux groupes de 4 équipes pour une 2de phase de poules. L'OM se retrouve encore dans le Groupe D mais cette fois-ci le tirage est beaucoup moins clément en lui proposant les Anglais de Chelsea FC, les Italiens de la Lazio Rome et les Néerlandais du Feyenoord Rotterdam. Cette 2de phase débute très mal pour les Marseillais avec deux lourdes défaites contre la Lazio Rome au Vélodrome (0-2), et aux Pays-Bas contre le Feyenoord Rotterdam sur le score sans appel de 3-0. La 3e journée ne se jouera qu'au printemps venu et la Ligue des Champions est devenue entre-temps bien secondaire pour un OM en crise sur la scène nationale. Pourtant la réception de Chelsea FC éclaircira le ciel sombre olympien avec une victoire 1-0 sur un but de Robert Pirès. À noter sur ce match, la performance hors-norme du gardien olympien Stéphane Trévisan qui réalisa peut-être l'un des plus grands matchs d'un gardien marseillais en coupe d'Europe. L'espoir demeure pour une qualification mais une défaite 1-0 à Londres contre Chelsea FC puis une déculottée mémorable 5-1 à Rome contre la Lazio Rome condamnent les Phocéens à l'élimination et à dernière place du groupe. Le parcours de l'OM se termine par un triste 0-0 au Vélodrome contre le Feyenoord Rotterdam.

#### Ligue des champions de l'UEFA 2003-2004
Après avoir vécu quelques saisons assez difficiles en championnat de France, ponctuées par une 15e place (Divison 1 1999-2000 et Division 1 2000-2001) et une 9e place (Division 1 2001-2002), l'Olympique de Marseille retrouve la Ligue des Champions de l'UEFA grâce à sa 3e place acquise en Ligue 1 Orange 2002-2003.
Cette 3e place ne qualifiant que pour le 3ème tour qualificatif de la compétition, l'OM doit affronter le champion d'Autriche en titre (2003), l'Austria Vienne. Marseille gagne la confrontation par la plus petite des marges (1-0 sur l'ensemble des deux matchs) et se qualifie pour la phase de groupes.
Avec l'instauration de la nouvelle formule, les 2 clubs qualifiés disputent directement la phase à élimination directe (alors que les 2 clubs se qualifiaient pour une seconde phase de groupes auparavant). L'OM se retrouve dans un groupe assez relevé (le groupe F), en compagnie du grand Real Madrid (détenteur du record de titres dans la compétition avec 9 titres, vainqueur de la Ligue des Champions 2002 et demi-finaliste en 2003, champion d'Espagne en titre [Primera División 2002-2003]), du FC Porto (vainqueur de la Coupe de l'UEFA 2002-2003, champion du Portugal en titre [SuperLiga Galp Energia 2002-2003], finaliste de la Supercoupe de l'UEFA 2003) et du Partizan Belgrade (champion de Serbie-et-Monténégro en titre [2002-2003]).
Lors de la première journée, l'OM doit faire face au match sans doute le plus difficile de cette phase de groupes, face au Real Madrid des "Galactiques" (Zidane, Figo, Ronaldo, etc), au Stade Santiago-Bernabéu. Marseille réussit à ouvrir le score, mais encaisse 4 buts par la suite, pour s'incliner finalement 4-2.
Lors de la deuxième journée, l'OM affronte le Partizan à domicile et l'emporte aisément 3-0 (buts marqués en seconde période), grâce à un adversaire réduit à 10 en fin de première période, mais surtout grâce à un triplé de Didier Drogba. Il est le premier joueur de l'OM à marquer un triplé depuis Franck Sauzée en 1993 face au CSKA Moscou lors de la campagne victorieuse en LDC.
Lors de la troisième journée, l'OM s'incline à domicile face au FC Porto de José Mourinho, malgré l'ouverture du score par Drogba et une équipe portugaise très sanctionnée (6 cartons jaunes). Porto l'a emporté grâce à un renversement du score (de 1-0 à 1-3, 2-3 score final).
Lors de la quatrième journée, l'OM se doit de prendre sa revanche face à Porto (au Stade des Antas, quelques mois avant sa démolition en mars 2004), afin de se relancer dans la course à la qualification. Mais Marseille perd de nouveau face aux portugais, d'une courte tête (1-0).
Lors de la cinquième journée, Marseille doit l'emporter pour garder une chance de qualification, face au Real Madrid, à domicile. Mais le club s'incline de nouveau pour une troisième fois consécutivement (1-2) et est éliminé de la Ligue des Champions avant la dernière journée.
Lors de la sixième journée, Marseille joue une finale pour la 3e place qui est qualificative pour la Coupe de l'UEFA. Les Phocéens doivent l'emporter ou faire match nul à Belgrade pour pouvoir se qualifier. L'OM concède le nul après avoir mené au score (1-1).

L'OM finit 3e du groupe F et est reversé en Coupe de l'UEFA.

#### Coupe UEFA 2003-2004
Malgré son élimination en C1, l'OM continue son aventure européenne lors de cette saison 2003-2004, grâce à sa 3e place obtenue lors de la phase de groupes de la Ligue des Champions. Ainsi, le club revient dans cette compétition pour la première fois depuis 5 ans et sa finale disputée face à Parme (1999).
Pour son entrée dans la phase à élimination directe de la Coupe de l'UEFA, l'OM affronte le club ukrainien de Dnipro au 3ème tour. Au match aller, Marseille s'impose par la plus petite des marges sur un penalty de Drogba (1-0). Pour le match retour, les Phocéens conservent leur avantage et se qualifient pour le 4e tour.
Lors du 4ème tour, Marseille affronte un grand club européen : Liverpool, 4 fois vainqueur de la Ligue des Champions et 3 fois vainqueur de cette Coupe de l'UEFA (la dernière emportée en 2001). Lors du match aller dans le stade mythique d'Anfield, Marseille parvient à arracher le nul aux hommes de Gérard Houllier après avoir été mené au score. Durant le match retour, dans un Vélodrome bouillant, Marseille réussit l'exploit de battre et d'éliminer l'équipe de Steven Gerrard, après avoir été mené au score.
En quart de finale, l'OM croise la route d'un autre grand club : l'Inter Milan, 2 fois vainqueur de la Ligue des Champions et 3 fois vainqueur de la Coupe de l'UEFA. Lors du match aller, au Vélodrome, l'OM s'impose 1-0 grâce à un but précoce en deuxième mi-temps. Lors du match retour à Milan, l'OM réussit l'exploit de gagner et de se qualifier, là encore, dans un stade historique, à San Siro (0-1) face aux coéquipiers de Adriano et de Fabio Cannavaro.
En demi-finale, l'OM, pour sa 5e demi-finale européenne (après 1988, 1990, 1991 et 1999) rencontre les anglais de Newcastle entraînés par Bobby Robson. À l'aller, les deux clubs se quittent sur un nul à St James' Park, ce qui place les marseillais en ballotage plutôt favorable pour le match retour à Marseille. Dans un Vélodrome chauffé à blanc, Marseille élimine le Newcastle du capitaine Alan Shearer grâce à un doublé de Drogba (un but en contre et un but sur coup franc). Marseille se qualifie donc pour sa 4e finale européenne après 1991, 1993 et 1999 (la 2e en Coupe de l'UEFA pour ses 2 dernières participations).

La finale se déroule à Göteborg face au Valence CF, fraîchement champion d'Espagne (Primera División 2003-2004). La finale bascule à la fin de la première mi-temps, lorsque Fabien Barthez, le portier marseillais, concède un penalty et est exclu. Valence en profite pour ouvrir le score. Marseille ne se remettra pas de ces faits de jeu, puisqu'un second but est concédé aux hommes de Rafael Benítez avant l'heure de jeu. L'OM échoue à remporter le trophée, malgré cette 2e finale disputée.

### L'OM européen sans discontinuer (2005-2014)

#### Coupe Intertoto 2005
Après une saison vécue sans coupe d'Europe (le club a terminé à la 7e place en Ligue 1 Orange 2003-2004), l'OM termine à la 5e place en Ligue 1 Orange 2004-2005, et doit passer pour la première fois de son histoire par une compétition de qualification pour la Coupe de l'UEFA, la Coupe Intertoto. La 5e place acquise en championnat qualifie directement le club pour le 3e tour (contrairement aux 6e et 7e qui se qualifient seulement pour le 2e tour).
Lors de ce 3e tour, l'OM doit affronter les suisses du Young Boys de Berne. À l'aller, les marseillais se font un peu peur en se faisant remonter à 2-2 après avoir mené 0-2 mais réalisent toutefois une bonne opération, en raison de leur victoire glanée à Berne (2-3). Ils confirment leur avantage en s'imposant 2-1 au retour, malgré encore une petite frayeur en concédant l'ouverture du score.
En demi-finale, l'OM croise la route du club italien de la Lazio, club que les marseillais avaient affronté auparavant en C1 1999-2000 (défaite 0-2 et 5-1). Les marseillais ramènent un nul de Rome (1-1). Puis, au match retour, l'OM s'impose largement 3-0 au Vélodrome face à Goran Pandev et ses coéquipiers, grâce à des buts marqués en l'espace de 5 minutes à l'heure de jeu.
Pour sa première participation, l'OM atteint la finale et affronte les espagnols du Deportivo La Corogne. Dans cette compétition, la finale se dispute en match aller-retour sur le terrain de chaque finaliste (comme par exemple la finale de la Coupe de l'UEFA entre 1972 et 1997). Avec cette finale, l'OM a l'occasion de remporter un premier titre depuis 10 ans (la Division 2 en 1995). L'aller se déroule à La Corogne et se solde par une défaite 2-0, ce qui contraint le club à devoir gagner par au moins 3 buts d'écart au retour pour renverser la situation. Lors du retour, le Vélodrome assiste au renversement attendu, dans un match d'une grande agressivité (3 cartons rouges et 9 cartons jaunes). Dans ce match, Marseille réussit notamment à infliger un 4-0 à La Corogne en seconde période, ce qui permet aux Phocéens de l'emporter 5-1 dans une ambiance exceptionnelle en fin de match.

L'OM gagne cette Coupe Intertoto (en compagnie du RC Lens et du Hambourg SV) et remplit son objectif, à savoir une qualification pour le 1er tour de la Coupe de l'UEFA 2005-2006.

#### Coupe UEFA 2005-2006
Après être allé au bout de la Coupe Intertoto 2005, Marseille s'est qualifié pour le 1er tour de cette Coupe de l'UEFA (qui est une sorte de tour qualificatif pour la phase de groupes). L'OM dispute de nouveau la compétition, qui réussit plutôt bien au club (l'OM a atteint la finale de la coupe lors de ses 2 dernières participations en 1999 et 2004), 1 an après sa finale perdue.
Le 1er tour semble être une formalité, puisque le modeste club belge du Germinal Beerschot Anvers se dresse en travers de la route du club phocéen. Cependant, l'OM a toutes les peines du monde à marquer un but à cette formation en 210 minutes de jeu et passe par un trou de souris pour se qualifier en phase de groupes (victoire aux tirs au but au Vélodrome).
Le club se retrouve dans le groupe F, en compagnie du CSKA Moscou (tenant du titre de cette Coupe de l'UEFA [2005], champion de Russie en titre [Premier-Liga 2005] et finaliste de la Supercoupe de l'UEFA 2005) du Dinamo Bucarest (vice-champion de Roumanie 2005), du Levski Sofia (vice-champion de Bulgarie 2005) et des hollandais du SC Heerenveen.
Lors de son premier match, l'OM dispute d'entrée le match le plus difficile du groupe : un match chez le tenant du titre, le CSKA Moscou d'Igor Akinfeïev. C'est la première fois que les 2 formations se retrouvent depuis leur double confrontation lors de la phase de groupes de la C1 en 1992-1993. Les marseillais réussissent la performance de battre les moscovites chez eux (1-2), afin de lancer magnifiquement leur phase de groupes.
Pour le deuxième match, l'OM reçoit le SC Heerenveen de Klaas-Jan Huntelaar au Vélodrome. Cette fois-ci, les marseillais ont du mal à se défaire de ces hollandais, gagnant le match grâce à un penalty de Taiwo à la 88e minute. Avec 2 victoires en 2 matchs, l'OM est 1er du groupe.
Pour le troisième match, Marseille se déplace à Sofia pour y défier le Levski Sofia. Cette fois-ci, les phocéens sont battus 1-0.
Pour le quatrième et dernier match de groupes, l'OM reçoit le Dinamo Bucarest. Marseille l'emporte 2-1, grâce notamment à 2 buts marqués en fin de première période. Avec cette victoire, le club finit 1er du groupe F (la dernière fois que Marseille avait fini à la première place d'un groupe, c'était lors de l'épopée européenne victorieuse en C1 1992-1993) et se qualifie pour les seizièmes de finale.
Lors des seizièmes de finale, l'OM affronte les anglais de Bolton Wanderers du joueur Jay-Jay Okocha. Après avoir fait match nul en Angleterre, Bolton surprend l'OM au retour, ouvre le score et élimine virtuellement les olympiens jusqu'à la fin de la 1re mi-temps. L'OM, grâce notamment à un but contre son camp, parvient à renverser le score et gagner 2-1.

Au tour suivant, en huitième de finale, l'OM affronte les russes du Zénith Saint-Pétersbourg. Lors du match aller, les olympiens s'inclinent 0-1 à domicile sur un but d'Andrey Arshavin et se mettent en difficulté dans l'objectif de se qualifier pour le tour suivant. Pour le match retour à Saint-Pétersbourg, Marseille ne parvient pas à remonter ce handicap de 1 but et est éliminé de la compétition malgré un match nul à l'extérieur (1-1). À noter l'indiscipline du club qui prend 2 cartons rouges sur les 2 matchs.

#### Coupe Intertoto 2006
Au début de cette saison 2006-2007, l'OM est qualifié pour le 3e et dernier tour de la Coupe Intertoto 2006, coupe de qualification pour la Coupe de l'UEFA 2006-2007, grâce à sa 5e place acquise en Ligue 1 Orange 2005-2006. C'est la deuxième fois consécutive que le club participe à cette compétition d'avant-saison.

Lors de ce 3e tour, l'OM retrouve un club familier, le club ukrainien du Dnipro (que l'OM a rencontré et éliminé au 3e tour de la Coupe de l'UEFA 2003-2004). À l'aller, au stade Parsemain de Fos-sur-Mer, l'OM concède le nul (0-0). Au retour, à Dnipro, tout se joue lors des 20 dernières minutes du match, l'OM marquant à 2 reprises pour mener 0-2 à la 76e minute. La qualification semble acquise, mais les ukrainiens se révoltent et parviennent à revenir à 2-2 à la 87e minute. Le score n'évolue plus, à la faveur de l'OM et se termine par un 2-2. L'OM se qualifie pour le 2e tour de qualification de la Coupe de l'UEFA 2006-2007 grâce à la règle du but à l'extérieur.

#### Coupe UEFA 2006-2007
Après être allé au bout de la Coupe Intertoto 2006, l'OM s'est qualifié pour la deuxième année consécutive en Coupe de l'UEFA, au 2e tour de qualification.
Lors de ce 2ème tour de qualification, l'OM rencontre les suisses des Young Boys de Berne (précédemment rencontré et éliminé en Coupe Intertoto 2005). Le match aller est animé puisque pendant l'ensemble du match, Marseille mène au score, puis se fait rejoindre par les bernois à chaque fois, le match se terminant par un nul 3-3. Il s'agit d'un petit exploit pour les olympiens, car ils sont réduits à 10 dès le début du match, puis à 9 pendant les 20 dernières minutes. Lors du match retour au Vélodrome, les deux clubs ne font pas évoluer le score du match, s'achevant par un 0-0 qui qualifie les marseillais grâce à la règle du but à l'extérieur. Le club se qualifie pour le 1er tour.

Lors du 1er tour, l'OM affronte le Mladá Boleslav, champion de Tchéquie en titre (Gambrinus Liga 2005-2006). Lors du match aller à Marseille, les phocéens s'imposent par la plus petite marge (1-0), score qui peut sembler insuffisant en raison de l'infériorité numérique subie par les tchèques pendant le match. Lors du retour en Tchéquie, Marseille semble pendant la quasi-totalité du match maîtriser la rencontre, en menant 0-1, puis 1-2. Durant la dernière demi-heure, les marseillais perdent pied en encaissant 3 buts. Le club perd finalement 4-2 en encaissant le quatrième but qui l'élimine à la 92e minute, en étant virtuellement qualifié durant toute la durée du match jusqu'à cette 92e minute.

#### Ligue des champions de l'UEFA 2007-2008
Lors de la saison précédente en Ligue 1 Orange 2006-2007, l'OM a terminé la saison en étant vice-champion de France, ce qui lui permet (pour la première fois depuis 2003-2004) de participer à la phase de groupe de la Ligue des Champions.
Le club fait ainsi partie du chapeau 3. Après tirage au sort, le club se retrouve dans le groupe A, en compagnie des anglais de Liverpool (5 fois vainqueur de la C1, finaliste de la précédente Ligue des Champions 2006-2007 et champion d'Europe en 2005), du FC Porto (champion d'Europe 2004 et double champion du Portugal en titre [Bwin Superligue 2006 et 2007]) et de Beşiktaş (vice-champion de Turquie [Türkcell SüperLig 2006-2007]).
Lors de la première journée de la phase de groupes, Marseille reçoit Beşiktaş, au Vélodrome. L'OM réussit à marquer à deux reprises lors du dernier quart d'heure, pour s'imposer 2-0. L'OM prend la 1re place avec 2 points d'avance sur Liverpool et Porto (en raison du match nul entre ces derniers).
Lors de la deuxième journée, l'OM se déplace à Anfield pour y défier le Liverpool du coach Rafael Benítez et du capitaine Steven Gerrard (pour la première fois depuis leur confrontation en Coupe de l'UEFA 2003-2004). L'OM y réussit un authentique exploit, l'un des plus grands du club, en s'imposant 0-1 grâce à un but de Mathieu Valbuena dans le dernier quart d'heure (à la 76e minute). L'OM est ainsi le premier club français à s'imposer dans ce stade mythique. Avec cette 2e victoire en autant de rencontres, l'OM garde la 1re place du groupe, gardant ses 2 points d'avance sur Porto.
Lors de la troisième journée, le leader marseillais reçoit le FC Porto du joueur Lucho González (pour la première fois depuis leur confrontation en LDC 2003-2004). Cette J3 est un match pour la 1re place : le vainqueur devient leader. Marseille ouvre le score en deuxième mi-temps, mais les portugais égalisent 10 minutes plus tard, en fin de match sur un penalty. Le score n'évolue plus et les deux équipes se quittent sur un nul (1-1). Malgré ce match nul à domicile, l'OM reste 1er du groupe avec ses 2 points d'avance sur son adversaire du soir.
Lors de la quatrième journée, c'est à Marseille de se déplacer à Porto. Comme pour le match précédent, le vainqueur prend la 1re place du groupe. Le Porto du joueur Ricardo Quaresma ouvre le score en première mi-temps. Marseille parvient à égaliser en début de seconde mi-temps. Cependant, Porto marque le but décisif en fin de match pour l'emporter 2-1. Avec cette défaite, Marseille perd sa 1re place au profit de Porto et se retrouve 2ème, avec 1 point de retard de Porto, mais avec 3 points d'avance sur Liverpool, 3ème.
Lors de la cinquième journée, Marseille se déplace sur la pelouse du dernier, Beşiktaş. La victoire est impérative pour tenter de récupérer la 1re place de Porto et de garder à distance Liverpool, 3ème. Le scénario est le même que lors du match précédent, c'est-à-dire une ouverture du score des locaux en première période, puis une égalisation phocéenne en deuxième période et, enfin le but victorieux des Turcs à 2 minutes de la fin du match. L'OM s'incline 2-1 et se fait rejoindre au classement par Liverpool. L'OM glisse à la 3e place à cause d'une différence de buts défavorable.

La sixième journée fait office de finale pour la qualification en huitième de finale, un "seizième de finale" officieux. En effet, l'OM et Liverpool à égalité de points, s'affrontent au stade Vélodrome. Il n'y a pas match, le Liverpool de Fernando Torres prend une revanche éclatante par rapport au match aller et s'impose largement 0-4. Marseille échoue à se qualifier pour les huitièmes de finale de la compétition, mais l'OM continuera à jouer en coupe d'Europe puisque Beşiktaş (4ème à point de l'OM avant cette journée) a perdu à Porto. L'OM termine à la 3e place du groupe (comme lors de sa dernière participation en LDC) et est reversé en Coupe de l'UEFA 2007-2008.

#### Coupe UEFA 2007-2008
L'OM participe à la phase à élimination directe de la Coupe de l'UEFA 2007-2008 en raison de sa 3e place de groupe glanée en Ligue des Champions 2007-2008. Pour la 3e saison consécutive que le club participe à la Coupe de l'UEFA.
En seizième de finale, l'OM croise la route du Spartak Moscou, triple vice-champion de Russie (Premier-Liga 2005, 2006 et 2007) [club rencontré en C1 1990-1991]. Lors du match aller, Marseille réussit un match parfait, l'emportant 3-0 au Vélodrome, grâce à des buts marqués en l'espace de 20 minutes en deuxième période. Marseille se place dans une situation favorable en vue du match retour à Moscou. Au retour, Marseille se fait peur en s'inclinant 2-0 mais se qualifie pour les huitièmes de finale (3-2 en score cumulé).

En huitième de finale, l'OM rencontre un autre club russe : le Zénith Saint-Pétersbourg, champion de Russie en titre (Premier-Liga 2007). Ce club a déjà croisé la route de l'OM en phase à élimination directe de la Coupe de l'UEFA 2005-2006. À l'aller, Marseille l'emporte 3-1, après avoir mené 3-0 jusqu'aux 10 dernières minutes. Lors du match retour à Saint-Pétersbourg, malgré l'ouverture du score russe en fin de première période, l'OM est qualifié virtuellement jusqu'en fin de match. Les olympiens encaissent un second but à la 78e minute et perdent 2-0. Le score cumulé des 2 matchs est de 3-3, mais l'OM est éliminé de la Coupe de l'UEFA en raison de la règle des buts à l'extérieur. Comme en Coupe de l'UEFA 2005-2006, le Zénith élimine Marseille.

#### Ligue des champions de l'UEFA 2008-2009
L'OM, de par sa 3e place obtenue lors de la Ligue 1 Orange 2007-2008, est qualifié "seulement" pour le 3e tour de qualification de la Ligue des Champions 2008-2009 (le champion de France et le 2e sont qualifiés directement pour la phase de groupes). L'OM dispute pour la deuxième saison consécutive la Ligue des Champions.
Pour ce 3ème tour de qualification, Marseille affronte le club norvégien de Brann Bergen. Lors du match aller à Bergen, les marseillais réalisent une bonne opération en gagnant 0-1. Lors du match retour au Vélodrome, Marseille confirme son avantage du match aller en gagnant 2-1, grâce à un doublé de Mamadou Niang. L'OM se qualifie donc sans trembler pour la phase de groupes.
Pour le tirage au sort, l'OM est dans le chapeau 3. Après le tirage au sort, l'OM se retrouve dans le groupe D, en compagnie de Liverpool, déjà dans le groupe de l'OM en LDC la saison précédente (5 fois vainqueur de la C1, la dernière fois en 2005), du PSV Eindhoven (quadruple champion des Pays-Bas en titre [Eredivisie 2005, 2006, 2007 et 2008]) et l'Atlético Madrid (4ème de Primera Division 2007-2008).
Lors de la première journée, l'OM affronte le Liverpool de Rafael Benítez à domicile. À noter que la dernière rencontre jouée par l'OM en LDC (en 2006-2007) était face au même adversaire, également à domicile, les marseillais espérant une autre issue cette fois-ci (0-4 à l'époque). Au niveau des buts, tout se joue en première période. L'OM ouvre le score, mais encaisse par la suite un doublé en 6 minutes de Steven Gerrard (dont un sur penalty). Le score ne bouge plus (1-2) et l'OM commence cette campagne de la plus mauvaise des manières par une défaite à domicile. L'OM est 3ème, à 3 points de Liverpool et de l'Atlético et à égalité de points avec le PSV Eindhoven.
Lors de la deuxième journée, l'OM se déplace à Madrid pour y défier l'Atlético de Diego Forlán. Comme lors du premier match, tout se joue en première période. L'Atlético ouvre le score rapidement avant que Marseille n'égalise au quart d'heure de jeu. Les espagnols reprennent la tête et ne la lâchent plus (2-1). Avec cette deuxième défaite en autant de rencontres, l'OM est 3ème, avec 6 points de retard sur Liverpool et l'Atlético et à égalité de points avec le PSV Eindhoven.
Lors de la troisième journée, Marseille se déplace sur le terrain du PSV Eindhoven. L'OM doit impérativement gagner pour tenter de réduire cet écart important de 6 points sur les 2 leaders et distancer cette équipe du PSV. L'OM craque dans les 20 dernières minutes et encaisse 2 buts pour finalement s'incliner 2-0. Les marseillais enchaînent une troisième défaite consécutive et compromettent leurs chances de se qualifier en huitième de finale. En effet, l'OM est désormais 4e et dernier du groupe, à 3 points de leur adversaire du soir (3ème) mais surtout à 7 points des 2 leaders (Liverpool et Atlético).
Lors de la quatrième journée, l'OM reçoit le PSV pour une éventuelle revanche. Au delà de ça, il est vital pour les olympiens de gagner, sous peine d'être quasiment éliminé au vu de l'écart de points avec les 2 leaders. Cette fois-ci, l'OM maîtrise le match et l'emporte aisément 3-0. Marseille reprend la 3e place, à égalité de points avec le PSV et reste en vie dans la course à la qualification, en revenant à 5 points de Liverpool et de l'Atlético.
Lors de la cinquième journée, l'OM se déplace à Anfield pour jouer contre le Liverpool de Fernando Torres. Marseille est dans l'obligation de rééditer la même performance que lors de sa dernière visite à Anfield un an auparavant, à savoir une victoire (0-1 à l'époque). Si l'OM ne gagne pas, le club est éliminé de la Ligue des Champions. La défaite 1-0 scelle le sort des marseillais. L'OM est 3ème, toujours à égalité de points du PSV et jouera la dernière journée pour conserver cette 3e place pour une éventuelle qualification en Coupe de l'UEFA.

Lors de la sixième journée, l'OM reçoit l'Atlético Madrid de Sergio Agüero au Vélodrome. La victoire est conseillée afin de sécuriser la 3e place. Marseille ne glane que le match nul (0-0) mais qui est suffisant pour terminer à cette 3e place (pour la troisième fois lors de ses trois dernières participations en C1), le PSV ayant perdu son ultime match. L'OM est ainsi reversé en Coupe de l'UEFA 2008-2009.

#### Coupe UEFA 2008-2009
Après avoir fini la phase de groupes de la Ligue des Champions 2008-2009 à la 3e place, le club participe donc pour une quatrième saison consécutive à la Coupe de l'UEFA. L'OM fait son entrée en seizième de finale de la compétition.
Pour les seizièmes de finale, Marseille affronte les hollandais de Twente de Marko Arnautović. Lors du match aller, au Vélodrome, Marseille se fait surprendre et perd 0-1. Au retour, l'OM remonte son handicap de 1 but, grâce à un splendide coup franc direct de Ben Arfa (0-1). Égalité parfaite sur l'ensemble des deux matchs, les deux clubs ne marquent plus rien jusqu'à la fin des prolongations. La séance de tirs au but doit les départager. Twente manque son 1er tir au but, ce qui avantage au score les marseillais. Mais Karim Ziani rate le 4e tir au but, ce qui remet les 2 équipes à égalité. On est à la fin de la séance des 5 tirs, le match se joue donc à la mort subite. Finalement, c'est Twente qui craque au 8e tir au but tiré et envoie Marseille en huitième de finale de la compétition.
Au tour suivant, en huitième de finale, Marseille rencontre un grand club européen : l'Ajax Amsterdam, 4 fois vainqueur de la Ligue des Champions et double vice-champion des Pays-Bas (Eredivisie 2007 et 2008). Les deux clubs se sont rencontrés à 2 occasions : en C1 1971-1972 et en C2 1987-1988. À chaque fois, l'Ajax a éliminé les phocéens. Lors du match aller à Marseille, les moments décisifs ont lieu en première période. L'OM marque à deux reprises et mène 2-0, avant que l'Ajax, entraîné par la légende Marco Van Basten, ne réduise la marque à 2-1 grâce à Luis Suárez. 2 minutes seulement après ce but, l'Ajax est réduit à 10. Malgré cette supériorité numérique, le score reste inchangé jusqu'à la fin du match (victoire 2-1). Durant le match retour à l'Amsterdam ArenA, l'OM concède l'ouverture du score aux hollandais, ce qui les qualifie virtuellement grâce à la règle du but à l'extérieur. L'OM réplique 3 minutes plus tard, ce qui redonne la qualification aux marseillais (1-1). En seconde période, le club du joueur Jan Vertonghen parvient à reprendre le score à l'entrée du dernier quart d'heure (2-1). Égalité parfaite entre les deux clubs (2-1 lors des 2 matchs), l'OM doit passer (pour une seconde fois d'affilée) par les prolongations. C'est Marseille qui réussit à marquer le but qualificateur, à la 110e minute par Tyrone Mears (2-2). Marseille réalise un exploit, élimine l'Ajax de la compétition et se qualifie pour les huitièmes de finale.

En quart de finale, l'OM affronte les ukrainiens du Chakhtar Donetsk, champion d'Ukraine en titre (Vychtcha Liha 2007-2008). Lors du match aller à Kiev, Marseille est battu 2-0 par les coéquipiers de Willian. Avec ce score défavorable, l'OM doit l'emporter au retour par 3 buts d'écart. Au Vélodrome, l'OM concède l'ouverture du score par Fernandinho (0-1). L'OM doit à présent inscrire 4 buts pour se qualifier. Les marseillais parviennent à égaliser en fin de première période, mais n'arrivent pas à mettre d'autres buts. Au contraire, c'est le Chakhtar qui parvient à marquer en fin de match pour s'imposer 1-2 et se qualifier pour le tour suivant.

#### Ligue des champions de l'UEFA 2009-2010
L'OM participe à la phase de poules de la C1 2009-2010 grâce à son statut de vice-champion de France (Ligue 1 2008-2009). Pour la troisième saison consécutive, le club participe à cette compétition.
Lors du tirage au sort, l'OM est dans le chapeau 3 et se retrouve dans le groupe C en compagnie du Real Madrid (9 fois vainqueur de la Ligue des Champions, un record), de l'AC Milan (7 fois vainqueur de la C1, la dernière fois en 2007) et du FC Zurich (champion de Suisse en titre [ASPO Super League 2008-2009]).
Lors de la 1ère journée, l'OM affronte les italiens de l'AC Milan au Vélodrome, menés par Ronaldinho, Ballon d'Or 2005. C'est la première fois depuis la finale de C1 1993 que les deux clubs se rencontrent. Cette fois-ci, c'est le club lombard qui s'impose 1-2 grâce à un doublé de Filippo Inzaghi. À 0-1, l'OM avait réussi à revenir à 1-1, mais Milan a le dernier mot. Avec cette défaite, l'OM est 3e du groupe, à 3 points du Real Madrid, leader.
Lors de la 2ème journée, Marseille se déplace au Santiago Bernabeu pour y affronter le Real Madrid de Cristiano Ronaldo, pour la première fois depuis leur double confrontation en phase de poules de C1 2003-2004. Comme lors de ces confrontations, les phocéens sont battus, sur le score implacable de 3-0, les 3 buts étant marqués en l'espace de 6 minutes autour de l'heure de jeu. À noter aussi le carton rouge reçu par Diawara durant cette période critique pour l'OM. Avec cette 2e défaite en autant de matchs, l'OM pointe à la dernière place du groupe, à 3 points de la 2e place qualificative, tenue par l'AC Milan.
Lors de la 3ème journée, Marseille se déplace à Zurich pour tenter de se relancer dans la compétition. Grâce à un but de Heinze, l'OM acquiert une courte mais importante victoire (0-1) face à Ricardo Rodriguez et ses troupes (malgré un carton rouge reçu par Bonnart à la fin du match). Avec cette victoire, l'OM revient à hauteur de leur adversaire du soir mais reste à 3 points de la qualification.
Lors de la 4ème journée, l'OM retrouve Zurich au Vélodrome. Les marseillais s'imposent de nouveau face aux suisses, mais largement cette fois (6-1). Grâce à cette deuxième victoire consécutive, l'OM est 3e et revient à 1 point des deux co-leaders, Madrid et Milan.
Lors de la 5ème journée, l'OM se déplace à San Siro pour y défier l'AC Milan. L'enjeu est important car si Marseille s'impose, le club dépasserait le club milanais et serait en position favorable pour se qualifier. Après avoir concédé l'ouverture du score en début de match, Marseille revient rapidement à hauteur des coéquipiers d'Andrea Pirlo (1-1). Le score n'évolue plus et l'OM manque une occasion de prendre une place qualificative. L'OM reste 3ème, à 1 point de l'AC Milan.
Lors de la 6ème journée, les Phocéens affrontent le Real Madrid au stade Vélodrome. La victoire est impérative si le club veut rallier les huitièmes de finale de la C1. En quête d'exploit, Marseille est cueilli à froid dès la 5e minute par Ronaldo, puis réussit à égaliser par l'intermédiaire de Lucho quelques minutes plus tard. En seconde période, les coéquipiers de Kaká (Ballon d'Or 2007) font la différence, en portant la marque à 1-2, puis 1-3 grâce à un magnifique coup-franc du Ballon d'or 2008, Cristiano Ronaldo. Avec cette défaite, l'OM échoue à se qualifier pour la suite de la compétition.

L'OM finit 3e du groupe C et est reversé en Ligue Europa.

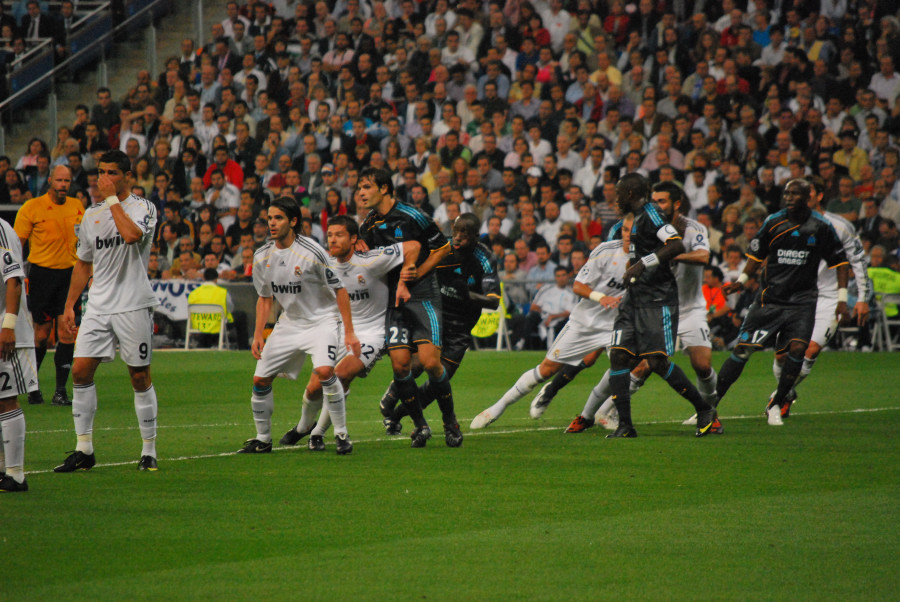
Real Madrid-OM (C1 2009-2010).

#### Ligue Europa 2009-2010

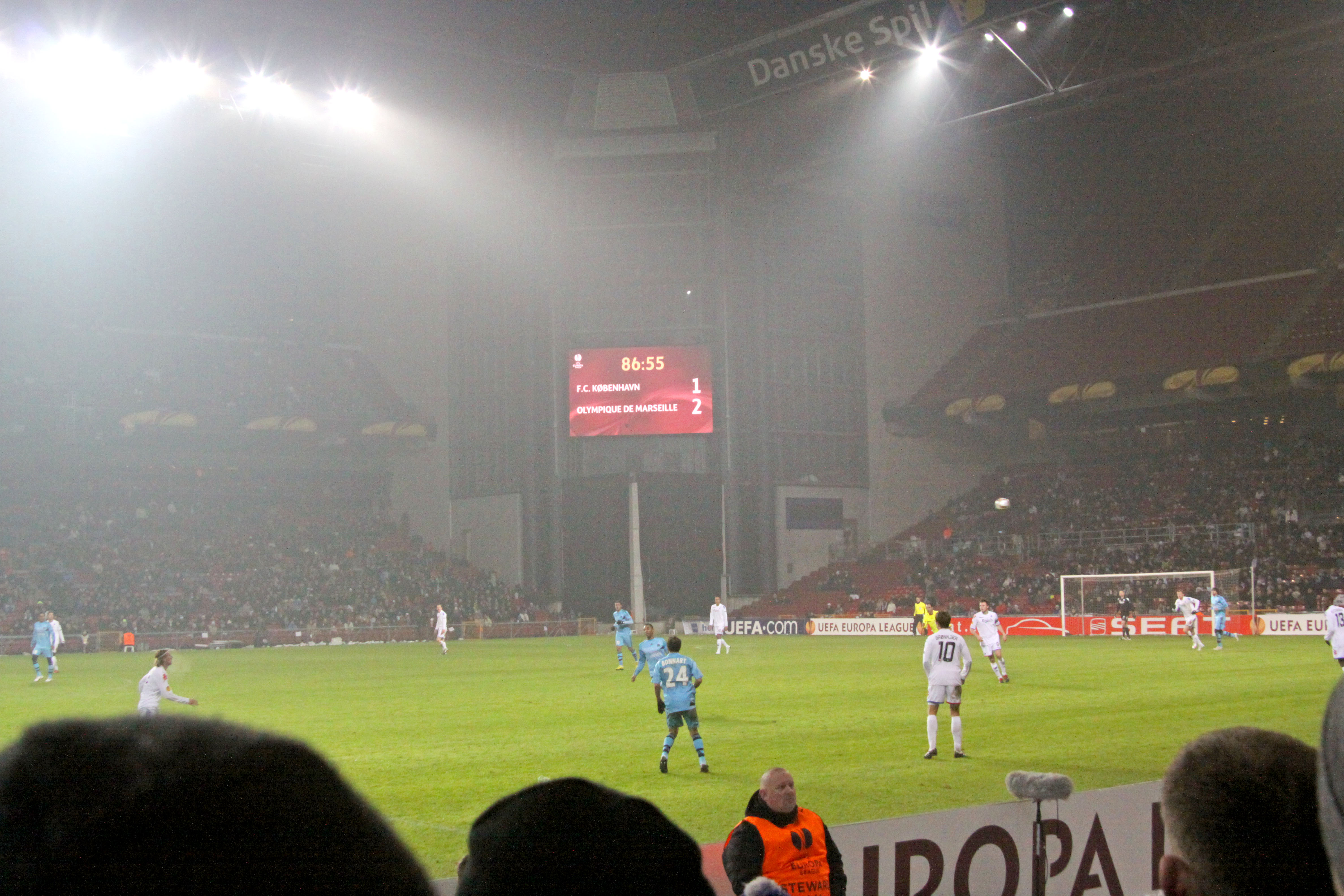
Copenhague-OM (C3 2009-2010).

#### Ligue des champions de l'UEFA 2011-2012

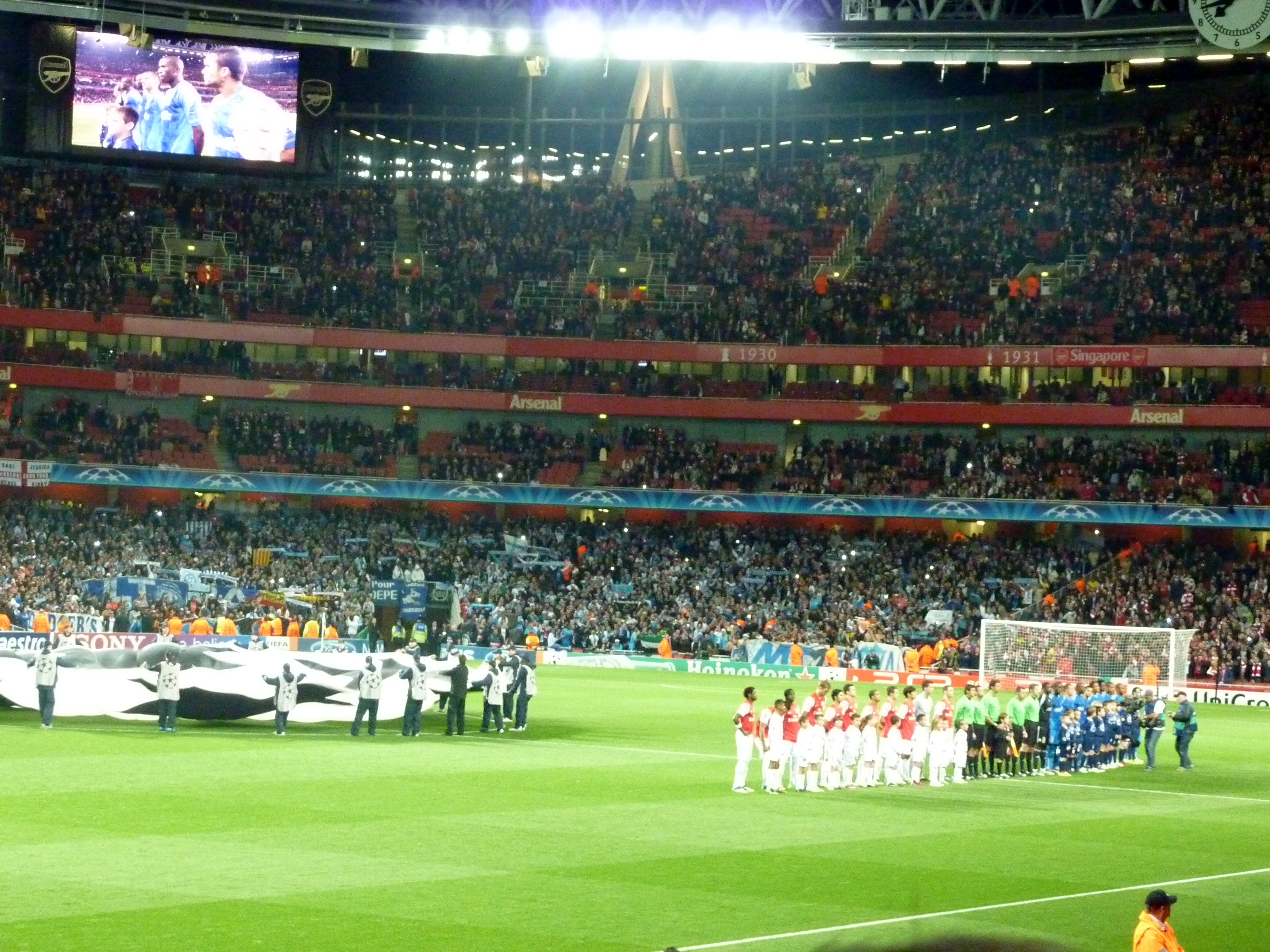
Arsenal-OM (C1 2011-2012)

#### Ligue des champions de l'UEFA 2013-2014

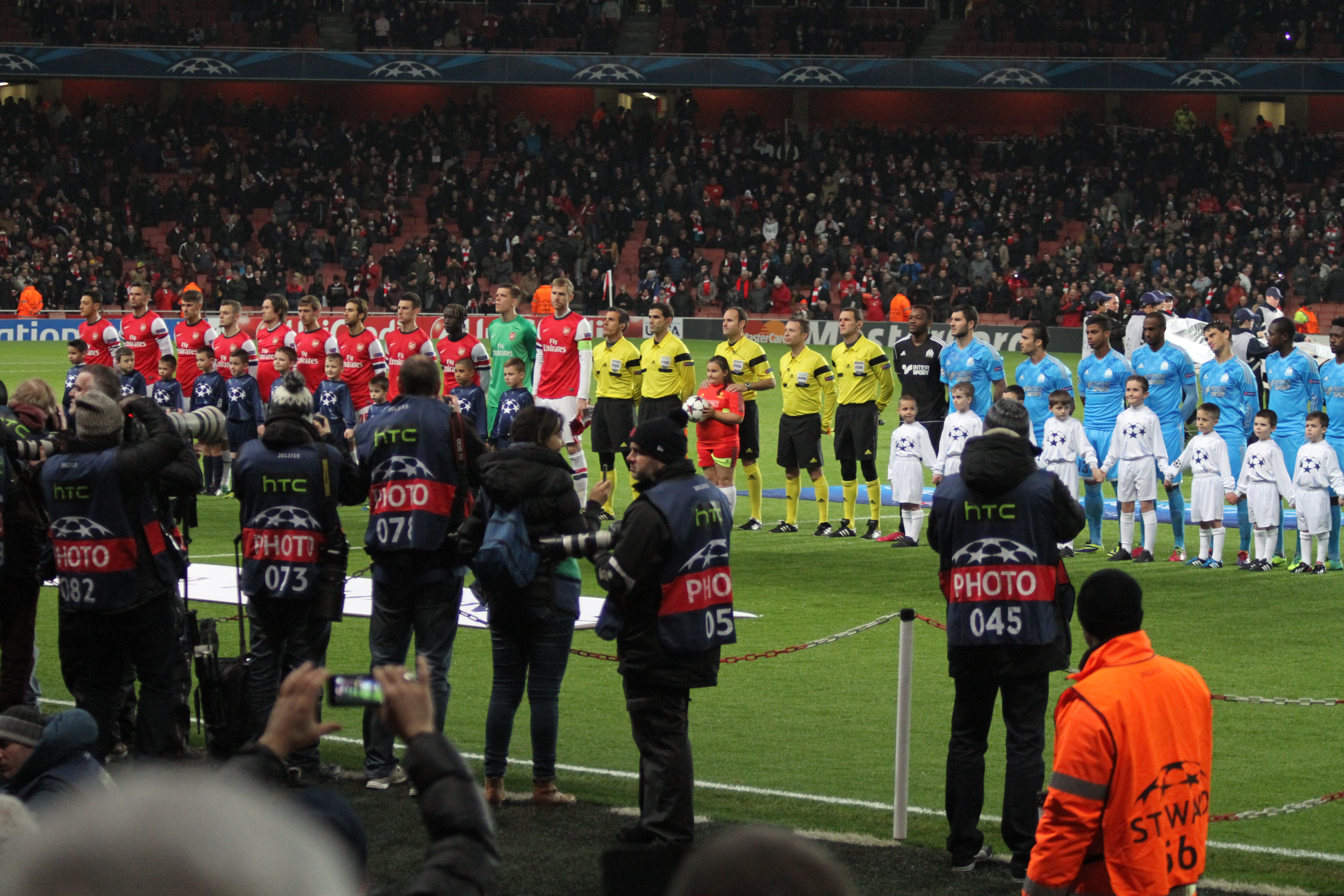
Arsenal-OM (C1 2013-2014)

### Entre finale et échecs (depuis 2015)

#### Ligue Europa 2017-2018
L'Olympique de Marseille joue sa plus longue campagne européenne de son histoire avec 19 matches. Celle-ci se conclut sur une cinquième finale de Coupe d'Europe, un record national.

#### Ligue des champions de l'UEFA 2020-2021
À l'occasion de cette saison, le club olympien est au 25 novembre 2020 détenteur de la plus longue série de revers consécutifs en Ligue des champions dans l'ère moderne (post-1992), avec 13 défaites à la suite du match à domicile contre le FC Porto perdu 0-2, dépassant le précédent record d'Anderlecht de 12 revers d'affilée.

#### Ligue Europa 2021-2022
| N°  | Tour                           | Pays                  | Match                                     | Score |
| --- | ------------------------------ | --------------------- | ----------------------------------------- | ----- |
| 238 | Phase de poule, grp. E, 1re j. | Drapeau de la Russie  | Lokomotiv Moscou - Olympique de Marseille | 1 - 1 |
| 239 | Phase de poule, grp. E, 2e j.  | Drapeau de la Turquie | Olympique de Marseille - Galatasaray SK   | 0 - 0 |
| 240 | Phase de poule, grp. E, 3e j.  | Drapeau de l'Italie   | SS Lazio Rome - Olympique de Marseille    | 0 - 0 |
| 241 | Phase de poule, grp. E, 4e j.  | Drapeau de l'Italie   | Olympique de Marseille - SS Lazio Rome    | 2 - 2 |
| 242 | Phase de poule, grp. E, 5e j.  | Drapeau de la Turquie | Galatasaray SK - Olympique de Marseille   | 4 - 2 |
| 243 | Phase de poule, grp. E, 6e j.  | Drapeau de la Russie  | Olympique de Marseille - Lokomotiv Moscou | 1 - 0 |

#### Ligue Europa Conférence 2021-2022
| N°  | Tour                                               | Pays                     | Match                                        | Score |
| --- | -------------------------------------------------- | ------------------------ | -------------------------------------------- | ----- |
| 244 | Barrages de la phase à élimination directe, aller  | Drapeau de l'Azerbaïdjan | Olympique de Marseille - Qarabağ FK          | 3 - 1 |
| 245 | Barrages de la phase à élimination directe, retour | Drapeau de l'Azerbaïdjan | Qarabağ FK - Olympique de Marseille          | 0 - 3 |
| 246 | 1/8 aller                                          | Drapeau de la Suisse     | Olympique de Marseille - FC Bâle             | 2 - 1 |
| 247 | 1/8 retour                                         | Drapeau de la Suisse     | FC Bâle - Olympique de Marseille             | 1 - 2 |
| 248 | 1/4 aller                                          | Drapeau de la Grèce      | Olympique de Marseille - PAOK Salonique      | 2 - 1 |
| 249 | 1/4 retour                                         | Drapeau de la Grèce      | PAOK Salonique - Olympique de Marseille      | 0 - 1 |
| 250 | 1/2 aller                                          | Drapeau des Pays-Bas     | Feyenoord Rotterdam - Olympique de Marseille | 3 - 2 |
| 251 | 1/2 retour                                         | Drapeau des Pays-Bas     | Olympique de Marseille - Feyenoord Rotterdam | 0 - 0 |

#### Ligue des champions de l'UEFA 2022-2023
| N°  | Tour                           | Pays                    | Match                                        | Score |
| --- | ------------------------------ | ----------------------- | -------------------------------------------- | ----- |
| 252 | Phase de poule, grp. D, 1re j. | Drapeau de l'Angleterre | Tottenham Hotspur - Olympique de Marseille   | 2 - 0 |
| 253 | Phase de poule, grp. D, 2e j.  | Drapeau de l'Allemagne  | Olympique de Marseille - Eintracht Francfort | 0 - 1 |
| 254 | Phase de poule, grp. D, 3e j.  | Drapeau du Portugal     | Olympique de Marseille - Sporting Portugal   | 4 - 1 |
| 255 | Phase de poule, grp. D, 4e j.  | Drapeau du Portugal     | Sporting Portugal - Olympique de Marseille   | 0 - 2 |
| 256 | Phase de poule, grp. D, 5e j.  | Drapeau de l'Allemagne  | Eintracht Francfort - Olympique de Marseille | 2 - 1 |
| 257 | Phase de poule, grp. D, 6e j.  | Drapeau de l'Angleterre | Olympique de Marseille - Tottenham Hotspur   | 1 - 2 |

#### Ligue des champions de l'UEFA 2023-2024
| N°  | Tour       | Pays                | Match                                  | Score              |
| --- | ---------- | ------------------- | -------------------------------------- | ------------------ |
| 258 | QT3 aller  | Drapeau de la Grèce | Panathinaïkós - Olympique de Marseille | 1 - 0              |
| 259 | QT3 retour | Drapeau de la Grèce | Olympique de Marseille - Panathinaïkós | 2 - 1 ap (3-5 tab) |

#### Ligue Europa 2023-2024
| N°  | Tour                                               | Pays                 | Match                                           | Score               |
| --- | -------------------------------------------------- | -------------------- | ----------------------------------------------- | ------------------- |
| 260 | Phase de poule, grp. B, 1re j.                     |                      | Ajax Amsterdam - Olympique de Marseille         | 3 - 3               |
| 261 | Phase de poule, grp. B, 2e j.                      |                      | Olympique de Marseille - Brighton & Hove Albion | 2 - 2               |
| 262 | Phase de poule, grp. B, 3e j.                      |                      | Olympique de Marseille - AEK Athènes            | 3 - 1               |
| 263 | Phase de poule, grp. B, 4e j.                      |                      | AEK Athènes - Olympique de Marseille            | 0 - 2               |
| 264 | Phase de poule, grp. B, 5e j.                      |                      | Olympique de Marseille - Ajax Amsterdam         | 4 - 3               |
| 265 | Phase de poule, grp. B, 6e j.                      |                      | Brighton & Hove Albion - Olympique de Marseille | 1 - 0               |
| 266 | Barrages de la phase à élimination directe, aller  | Drapeau de l'Ukraine | Chakhtior Donetsk - Olympique de Marseille      | 2 - 2               |
| 267 | Barrages de la phase à élimination directe, retour | Drapeau de l'Ukraine | Olympique de Marseille - Chakhtior Donetsk      | 3 - 1               |
| 268 | 8e de finale, aller                                | Drapeau de l'Espagne | Olympique de Marseille - Villarreal CF          | 4 - 0               |
| 269 | 8e de finale, retour                               | Drapeau de l'Espagne | Villarreal CF - Olympique de Marseille          | 3 - 1               |
| 270 | 1/4 de finale, aller                               | Drapeau du Portugal  | SL Benfica - Olympique de Marseille             | 2 - 1               |
| 271 | 1/4 de finale, retour                              | Drapeau du Portugal  | Olympique de Marseille - SL Benfica             | 1 - 0 ap (4 - 2tab) |
| 272 | 1/2 finale, aller                                  | Drapeau de l'Italie  | Olympique de Marseille - Atalanta Bergame       | 1 - 1               |
| 273 | 1/2 finale, retour                                 | Drapeau de l'Italie  | Atalanta Bergame - Olympique de Marseille       | 3 - 0               |

#### Ligue des champions de l'UEFA 2025-2026
| N°  | Tour                   | Pays | Match | Score |
| --- | ---------------------- | ---- | ----- | ----- |
| 274 | Phase de ligue, 1re j. |      | -     | -     |
| 275 | Phase de ligue, 2e j.  |      | -     | -     |
| 276 | Phase de ligue, 3e j.  |      | -     | -     |
| 277 | Phase de ligue, 4e j.  |      | -     | -     |
| 278 | Phase de ligue, 5e j.  |      | -     | -     |
| 279 | Phase de ligue, 6e j.  |      | -     | -     |
| 280 | Phase de ligue, 7e j.  |      | -     | -     |
| 281 | Phase de ligue, 8e j.  |      | -     | -     |

## Les finales

### Vainqueur
| Date         | Compétition                   | Équipe                 | Score | Équipe               | Buteurs                                             | Stade                       | Article détaillé |
| ------------ | ----------------------------- | ---------------------- | ----- | -------------------- | --------------------------------------------------- | --------------------------- | ---------------- |
| 26 mai 1993  | Ligue des champions 1992-1993 | Olympique de Marseille | 1 - 0 | AC Milan             | Boli 44e                                            | Olympiastadion, Munich      | Finale           |
| 9 août 2005  | Coupe Intertoto 2005          | Olympique de Marseille | 0 - 2 | Deportivo La Corogne | -                                                   | Stade du Riazor, La Corogne | Finale           |
| 23 août 2005 | Coupe Intertoto 2005          | Olympique de Marseille | 5 - 1 | Deportivo La Corogne | Ribéry 5e, Meïté 65e, · Niang 74e, 88e, Oruma 90+3e | Stade Vélodrome, Marseille  | Finale           |

### Finaliste
| Date        | Compétition                                  | Équipe                      | Score               | Équipe                 | Buteurs | Stade                   | Article détaillé |
| ----------- | -------------------------------------------- | --------------------------- | ------------------- | ---------------------- | ------- | ----------------------- | ---------------- |
| 29 mai 1991 | Coupe d'Europe des clubs champions 1990-1991 | FK Étoile rouge de Belgrade | 0 - 0ap (5 - 3 tab) | Olympique de Marseille | -       | Stadio San Nicola, Bari | Finale           |
| 12 mai 1999 | Coupe UEFA 1998-1999                         | Parme AC                    | 3 - 0               | Olympique de Marseille | -       | Stade Loujniki, Moscou  | Finale           |
| 19 mai 2004 | Coupe UEFA 2003-2004                         | Valence CF                  | 2 - 0               | Olympique de Marseille | -       | Stade Ullevi, Göteborg  | Finale           |
| 16 mai 2018 | Ligue Europa 2017-2018                       | Olympique de Marseille      | 0 - 3               | Atlético de Madrid     | -       | Groupama Stadium, Lyon  | Finale           |

## Statistiques

### Participations
| 1re        |    |    |    |    |    |    |    |    |    |    |    |    |    |    |    |    |    |    |    |    |    |    |    |    |    |    |    |    |    |    |    |    |    |    |    |    |    |    |    |    |    |    |    |    |    |    |    |    |    |    |    |    |    |    |    |    |    |    |    |    |    |    |    |
| 2e         |    |    |    |    |    |    |    |    |    |    |    |    |    |    |    |    |    |    |    |    |    |    |    |    |    |    |    |    |    |    |    |    |    |    |    |    |    |    |    |    |    |    |    |    |    |    |    |    |    |    |    |    |    |    |    |    |    |    |    |    |    |    |    |
| 1/2        |    |    |    |    |    |    |    |    |    |    |    |    |    |    |    |    |    |    |    |    |    |    |    |    |    |    |    |    |    |    |    |    |    |    |    |    |    |    |    |    |    |    |    |    |    |    |    |    |    |    |    |    |    |    |    |    |    |    |    |    |    |    |    |
| 1/4        |    |    |    |    |    |    |    |    |    |    |    |    |    |    |    |    |    |    |    |    |    |    |    |    |    |    |    |    |    |    |    |    |    |    |    |    |    |    |    |    |    |    |    |    |    |    |    |    |    |    |    |    |    |    |    |    |    |    |    |    |    |    |    |
| 1/8        |    |    |    |    |    |    |    |    |    |    |    |    |    |    |    |    |    |    |    |    |    |    |    |    |    |    |    |    |    |    |    |    |    |    |    |    |    |    |    |    |    |    |    |    |    |    |    |    |    |    |    |    |    |    |    |    |    |    |    |    |    |    |    |
| 1/16       |    |    |    |    |    |    |    |    |    |    |    |    |    |    |    |    |    |    |    |    |    |    |    |    |    |    |    |    |    |    |    |    |    |    |    |    |    |    |    |    |    |    |    |    |    |    |    |    |    |    |    |    |    |    |    |    |    |    |    |    |    |    |    |
| 1/32       |    |    |    |    |    |    |    |    |    |    |    |    |    |    |    |    |    |    |    |    |    |    |    |    |    |    |    |    |    |    |    |    |    |    |    |    |    |    |    |    |    |    |    |    |    |    |    |    |    |    |    |    |    |    |    |    |    |    |    |    |    |    |    |
| Groupes    |    |    |    |    |    |    |    |    |    |    |    |    |    |    |    |    |    |    |    |    |    |    |    |    |    |    |    |    |    |    |    |    |    |    |    |    |    |    |    |    |    |    |    |    |    |    |    |    |    |    |    |    |    |    |    |    |    |    |    |    |    |    |    |
| Barrages   |    |    |    |    |    |    |    |    |    |    |    |    |    |    |    |    |    |    |    |    |    |    |    |    |    |    |    |    |    |    |    |    |    |    |    |    |    |    |    |    |    |    |    |    |    |    |    |    |    |    |    |    |    |    |    |    |    |    |    |    |    |    |    |
| 3e t. pré. |    |    |    |    |    |    |    |    |    |    |    |    |    |    |    |    |    |    |    |    |    |    |    |    |    |    |    |    |    |    |    |    |    |    |    |    |    |    |    |    |    |    |    |    |    |    |    |    |    |    |    |    |    |    |    |    |    |    |    |    |    |    |    |
| Années     | 62 | 63 | 64 | 65 | 66 | 67 | 68 | 69 | 70 | 71 | 72 | 73 | 74 | 75 | 76 | 77 | 78 | 79 | 80 | 81 | 82 | 83 | 84 | 85 | 86 | 87 | 88 | 89 | 90 | 91 | 92 | 93 | 94 | 95 | 96 | 97 | 98 | 99 | 00 | 01 | 02 | 03 | 04 | 05 | 06 | 07 | 08 | 09 | 10 | 11 | 12 | 13 | 14 | 15 | 16 | 17 | 18 | 19 | 20 | 21 | 22 | 23 | 24 |

| Coupe d'Europe des clubs champions / Ligue des champions | Coupe des Villes de Foires/ Coupe de l'UEFA / Ligue Europa | Coupe des Coupes | Ligue Europa Conférence |

### Bilan par compétitions
| Compétition                                       | Saisons | J   | G   | N  | P  | Bp  | Bc  | Meilleure performance                    |
| ------------------------------------------------- | ------- | --- | --- | -- | -- | --- | --- | ---------------------------------------- |
| Coupe des clubs champions / Ligue des champions   | 17      | 116 | 47  | 19 | 50 | 165 | 141 | Vainqueur (1993)                         |
| Coupe UEFA / Ligue Europa                         | 16      | 121 | 49  | 35 | 37 | 175 | 144 | Finaliste (1999, 2004 et 2018)           |
| Coupe des coupes (Compétition disparue)           | 3       | 14  | 8   | 2  | 4  | 19  | 13  | Demi-finaliste (1988)                    |
| Ligue Europa Conférence                           | 1       | 8   | 6   | 1  | 1  | 15  | 7   | Demi-finaliste (2022)                    |
| Coupe Intertoto (Compétition disparue)            | 2       | 8   | 4   | 3  | 1  | 16  | 9   | Vainqueur (2005)                         |
| Total compétitions UEFA                           | -       | 267 | 114 | 60 | 93 | 390 | 314 | 2 trophées UEFA                          |
| Coupe des villes de foires (Compétition disparue) | 3       | 6   | 3   | 0  | 3  | 7   | 8   | Seizième de finaliste (1963, 1969, 1971) |
| Total Europe                                      | -       | 273 | 117 | 60 | 96 | 397 | 322 |                                          |

Mis à jour : 10 mai 2024.

### Statistiques générales
Au 10 mai 2024 
- Adversaires les plus rencontrés : Ajax Amsterdam et SS Lazio avec huit rencontres.
- Adversaire le plus défait : Union Luxembourg, Spartak Moscou et Olympiakos, avec quatre revers.
- Adversaire le plus perméable : Union Luxembourg, avec vingt-deux buts encaissés.
- Adversaire le plus victorieux : FC Porto avec cinq victoires.
- Adversaire le plus prolifique : Ajax Amsterdam, avec dix-neuf réalisations.
- Nombre d'adversaires à 100 % de victoires contre l'OM : 9 sur 102[note 2]
- Nombre d'adversaires à 100 % de matchs nuls contre l'OM : 5 sur 102[note 3].
- Nombre d'adversaires à 100 % de défaites contre l'OM : 15 sur 102[note 4].
- Nombre de nationalités rencontrées : 33 (En tenant compte des héritiers sportifs et statistiques. Par exemple, la Russie est l'héritière de l'URSS donc clubs russes et soviétiques comptent pour une nationalité).
- Nationalité la plus rencontrée :  Angleterre avec dix adversaires.
- Nationalité la plus jouée :  Angleterre, avec trente rencontres.

### Adversaires européens
Des 102 clubs européens rencontrés, l'OM reste invaincu face à 44 d'entre eux avec des adversaires tels que le CSKA Moscou, les Glasgow Rangers ou encore le Werder Brême. Les Phocéens n'ont par contre jamais gagné face à 25 clubs comme le Real Madrid CF, le FC Porto ou le Bayern Munich.
Le club dispute une confrontation franco-française contre l'AS Monaco en Coupe UEFA 1998-1999 lors des huitièmes de finale et se qualifie pour le tour suivant à la suite d'un match nul deux buts partout à l'aller au Stade Louis-II puis une victoire un à zéro au retour au Stade Vélodrome,,.

### Meilleur buteur olympien

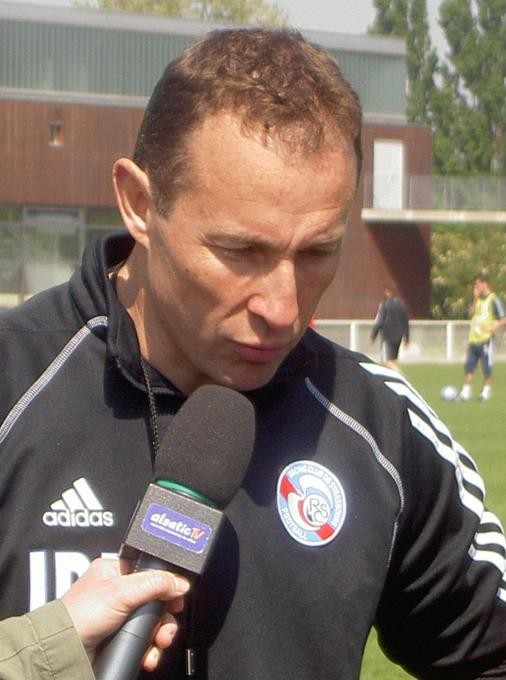
Jean-Pierre Papin, meilleur buteur du club en coupe d'Europe.

Jean-Pierre Papin a inscrit le plus grand nombre de buts en Coupes d'Europe pour l'Olympique de Marseille avec 23 buts. Il est aussi le meilleur buteur en Ligue des champions avec 19 buts marqués et avec Klaus Allofs le meilleur buteur en Coupe des coupes avec 4 buts marqués. Arkadiusz Milik avec quatre buts inscrits est le meilleur buteur en Ligue Europa Conférence. Pierre-Emerick Aubameyang est le meilleur buteur olympien en Ligue Europa (10 buts marqués). Mamadou Niang est le meilleur buteur en Coupe Intertoto (5 buts marqués). Didier Couécou est le meilleur buteur en Coupe des villes de foires avec 2 buts.

### Joueurs les plus capés
Steve Mandanda possède le record de matchs joués avec l'OM en Coupes d'Europe avec 101 rencontres.
| Rang | Joueurs                    | Matchs | Buts | Carrière au club                |
| ---- | -------------------------- | ------ | ---- | ------------------------------- |
| 1    | Steve Mandanda             | 101    | 0    | 2007-2016 / 2017-2022           |
| 2    | Benoit Cheyrou             | 59     | 4    | 2007-2014                       |
| 3    | Mathieu Valbuena           | 58     | 4    | 2006-2014                       |
| 4    | Taye Taiwo                 | 56     | 5    | 2005-2011                       |
| 5    | Mamadou Niang              | 52     | 22   | 2005-2010                       |
| 6    | Dimitri Payet              | 43     | 11   | 2013-2015 / 2017-2023           |
| 7    | Lorik Cana Charles Kaboré  | 34     | 1    | 2005-2009 2007-2013             |
| 9    | André Ayew Florian Thauvin | 32     | 9 7  | 2007-2014 2013-2015 / 2016-2021 |

### Classement UEFA
| Rang 2025 | Rang 2024 | Évolution | Club                   | Coefficient |
| --------- | --------- | --------- | ---------------------- | ----------- |
| 43        | 66        | +23       | FK Bodø/Glimt          | 49,000      |
| 44        | 40        | -4        | RB Salzbourg           | 48,000      |
| 45        | 43        | -2        | Olympique de Marseille | 48,000      |
| 46        | 81        | +35       | Aston Villa            | 47,250      |
| 47        | 53        | +6        | Fenerbahçe SK          | 47,250      |

| Rang 1993 | Rang 1992 | Évolution | Club                   | Coefficient |
| --------- | --------- | --------- | ---------------------- | ----------- |
| 3         | 7         | +4        | Juventus               | 7,291       |
| 4         | 16        | +12       | AC Milan               | 7,005       |
| 5         | 6         | +1        | Olympique de Marseille | 6,936       |
| 6         | 5         | -1        | RSC Anderlecht         | 6,760       |
| 7         | 12        | +5        | FC Porto               | 6,483       |

Le tableau ci-dessous indique l'évolution du classement du coefficient UEFA de l'OM depuis 1960.
En vert, saison où l'OM joue l'Europe. L'OM est régulièrement classé et se classe très souvent dans le TOP 50 depuis le début des années 1990 (30 fois sur 35).
| 1960 | 1961 | 1962 | 1963 | 1964 | 1965 | 1966 | 1967 | 1968 | 1969 | 1970 | 1971 | 1972 | 1973 | 1974 | 1975 | 1976 | 1977 | 1978 | 1979 |
| ---- | ---- | ---- | ---- | ---- | ---- | ---- | ---- | ---- | ---- | ---- | ---- | ---- | ---- | ---- | ---- | ---- | ---- | ---- | ---- |
| nc   | nc   | nc   | 72   | 88   | 104  | 112  | 125  | nc   | 139  | 101  | 69   | 48   | 32   | 27   | 39   | 57   | 54   | 74   | 155  |
| 1980 | 1981 | 1982 | 1983 | 1984 | 1985 | 1986 | 1987 | 1988 | 1989 | 1990 | 1991 | 1992 | 1993 | 1994 | 1995 | 1996 | 1997 | 1998 | 1999 |
| 155  | 153  | nc   | nc   | nc   | nc   | nc   | nc   | 115  | 117  | 50   | 20   | 6    | 5    | 8    | 9    | 26   | 50   | 111  | 36   |
| 2000 | 2001 | 2002 | 2003 | 2004 | 2005 | 2006 | 2007 | 2008 | 2009 | 2010 | 2011 | 2012 | 2013 | 2014 | 2015 | 2016 | 2017 | 2018 | 2019 |
| 38   | 44   | 46   | 49   | 41   | 60   | 38   | 39   | 25   | 39   | 25   | 24   | 15   | 16   | 25   | 35   | 42   | 75   | 46   | 49   |
| 2020 | 2021 | 2022 | 2023 | 2024 | 2025 |      |      |      |      |      |      |      |      |      |      |      |      |      |      |
| 53   | 57   | 38   | 53   | 43   | 45   |      |      |      |      |      |      |      |      |      |      |      |      |      |      |

## Records
L'Olympique de Marseille est l'un des deux seuls clubs français ayant remporté la Ligue des champions. Il est aussi le club français ayant atteint le plus de fois une finale de compétition majeure européenne avec cinq finales ; l'OM possède le record français de finales de Ligue Europa (ex-Coupe UEFA), avec trois finales, et partage avec le Stade de Reims et le Paris Saint-Germain le record de finales de Ligue des champions (ou ex-Coupe des clubs champions européens) avec deux finales.
L'OM est l'un des treize champions d'Europe qui remportent la compétition en étant invaincus.
Dans l'ère moderne de la Ligue des champions (depuis 1992), le club possède la plus large victoire à l'extérieur en phase finale depuis qu'il a gagné 0-7 sur le terrain du MŠK Žilina en novembre 2010. À l'occasion de la saison 2020-2021 de Ligue des champions, le club olympien est aussi au 25 novembre 2020 détenteur de la plus longue série de revers consécutifs de l'ère moderne de la Ligue des Champions, avec 13 défaites à la suite du match à domicile contre le FC Porto perdu 0-2, dépassant le précédent record d'Anderlecht de 12 revers d'affilée. Le match Feyenoord Rotterdam-Marseille de décembre 1999 possède le record de cartons rouges : trois, dont deux pour l'OM.
L'OM est avec le Benfica le club ayant perdu le plus de finales de Ligue Europa (3).

## Hommages
Les dix ans de la victoire en Ligue des champions sont célébrés lors d'un hommage au cours de la saison 2002-2003. Des joueurs sont présents dont Jean-Christophe Thomas.
Une cérémonie d'hommage pour les vingt ans de la victoire en Ligue des champions se tient lors de la rencontre OM-Reims du 26 mai 2013, soit la date d'anniversaire jour pour jour. Le président de l'époque Bernard Tapie, des membres de son staff tels que Roger Propos ou Alain Soultanian et dix joueurs sont présents : Jocelyn Angloma, Basile Boli, Bernard Casoni, Jean-Philippe Durand, Jean-Jacques Eydelie, Jean-Marc Ferreri, Pascal Olmeta, Abedi Pelé, Franck Sauzée et Jean-Christophe Thomas. Les joueurs présentent la coupe dans le rond central lors de l'avant-match puis l'après-match est notamment marqué par un spectacle pyrotechnique et une reprise de We are the champions par Sophie Tapie. Le quotidien sportif national L'Équipe réédite sa une Le jour de gloire du 27 mai 1993 qui est restée dans les mémoires pour les amateurs de football.

## Compétitions mineures
L'Olympique de Marseille a disputé trois éditions de la Coupe Intertoto avant qu'elle soit reprise en main par l'UEFA ; elle n'est alors qu'un tournoi de pré-saison estival ne comportant qu'une phase de groupes. Ces matchs ne sont en général pas comptabilisés.

### Coupe Intertoto 1969
À l'été 1969, les Phocéens disputent la Coupe Intertoto, encore appelée Coupe d'été Karl Rappan. Cette compétition européenne estivale n'est pas à l'époque sous l'égide de l'UEFA et s'arrête dès la fin de la phase de poules, pour ne pas rentrer en concurrences avec les compétitions officielles débutant à l'automne. Marseille termine troisième de son groupe composé du Malmö FF, du 1. FC Kaiserslautern et du Servette FC.
| N° | Tour             | Pays | Match                                      | Score |
| -- | ---------------- | ---- | ------------------------------------------ | ----- |
| 1  | Groupe 1, 1re j. |      | Olympique de Marseille - Malmö FF          | 1 - 1 |
| 2  | Groupe 1, 2e j.  |      | Servette FC - Olympique de Marseille       | 0 - 0 |
| 3  | Groupe 1, 3e j.  |      | Olympique de Marseille - Servette FC       | 1 - 1 |
| 4  | Groupe 1, 4e j.  |      | FC Kaiserslautern - Olympique de Marseille | 6 - 0 |
| 5  | Groupe 1, 5e j.  |      | Malmö FF - Olympique de Marseille          | 1 - 0 |
| 6  | Groupe 1, 6e j.  |      | Olympique de Marseille - FC Kaiserslautern | 1 - 0 |

### Coupe Intertoto 1970
La Coupe Intertoto 1970 voit les Olympiens terminer premier de leur groupe où figurent l'AIK Solna, le Zagłębie Sosnowiec et le Lausanne Sports.
| N° | Tour              | Pays | Match                                       | Score |
| -- | ----------------- | ---- | ------------------------------------------- | ----- |
| 7  | Groupe B3, 1re j. |      | AIK Solna - Olympique de Marseille          | 2 - 2 |
| 8  | Groupe B3, 2e j.  |      | Olympique de Marseille - Zagłębie Sosnowiec | 3 - 1 |
| 9  | Groupe B3, 3e j.  |      | Olympique de Marseille - FC Lausanne-Sport  | 4 - 0 |
| 10 | Groupe B3, 4e j.  |      | Zagłębie Sosnowiec - Olympique de Marseille | 3 - 2 |
| 11 | Groupe B3, 5e j.  |      | Olympique de Marseille - AIK Solna          | 6 - 2 |
| 12 | Groupe B3, 6e j.  |      | FC Lausanne-Sport - Olympique de Marseille  | 0 - 0 |

### Coupe d'été 1978
La Coupe d'été 1978 est une édition spéciale de la Coupe Intertoto disputée en mai avant l'édition régulière de la Coupe Intertoto. La saison 1977-1978 ayant été plus courte en raison de la Coupe du monde de football 1978, plusieurs équipes européennes acceptent de jouer à cette édition. Cette compétition voit les Olympiens terminer troisièmes de leur groupe où figurent le Budapest Honvéd, l'Eintracht Brunswick et l'ADO La Haye.
| N° | Tour             | Pays | Match                                        | Score |
| -- | ---------------- | ---- | -------------------------------------------- | ----- |
| 13 | Groupe 9, 1re j. |      | Budapest Honvéd - Olympique de Marseille     | 3 - 0 |
| 14 | Groupe 9, 2e j.  |      | ADO La Haye - Olympique de Marseille         | 1 - 1 |
| 15 | Groupe 9, 3e j.  |      | Olympique de Marseille - Eintracht Brunswick | 2 - 1 |
| 16 | Groupe 9, 4e j.  |      | Olympique de Marseille - ADO La Haye         | 2 - 1 |
| 17 | Groupe 9, 5e j.  |      | Olympique de Marseille - Budapest Honvéd     | 1 - 3 |
| 18 | Groupe 9, 6e j.  |      | Eintracht Brunswick - Olympique de Marseille | 3 - 1 |